# Beef Island
Beef Island er en ø i De Britiske Jomfruøer. Den er beliggende øst for Tortola, og de to øer er forbundet af Queen Elizabeth Bridge. På Beef Island ligger Terrance B. Lettsome International Airport (IATA-kode EIS), den vigtigste kommercielle lufthavn, der betjener Tortola og resten af De Britiske Jomfruøer.
Trellis Bay ligger en kort gåtur øst for lufthavnen. Trellis Bay er en lille by (marked, restaurant, café, lokale håndværk) og strand. Long Bay ligger vest for lufthavnen.